# Les Sables-d'Olonne (quận)
Quận Les Sables-d'Olonne là một quận của Pháp, nằm ở tỉnh Vendée, ở vùng Pays de la Loire. Quận này có 11 tổng và 83 xã.

## Các đơn vị hành chính

### Các tổng
Các tổng của quận Les Sables-d'Olonne là: 
1. Beauvoir-sur-Mer
2. Challans
3. L'Île-d'Yeu
4. La Mothe-Achard
5. Moutiers-les-Mauxfaits
6. Noirmoutier-en-l'Île
7. Palluau
8. Les Sables-d'Olonne
9. Saint-Gilles-Croix-de-Vie
10. Saint-Jean-de-Monts
11. Talmont-Saint-Hilaire

### Các xã
Các xã của quận Les Sables-d'Olonne, và mã INSEE là: 
| 1. Angles (85004)                        | 2. Apremont (85006)                 | 3. Avrillé (85010)                       | 4. Barbâtre (85011)                 |
| 5. Beaulieu-sous-la-Roche (85016)        | 6. Beauvoir-sur-Mer (85018)         | 7. Bois-de-Céné (85024)                  | 8. Bouin (85029)                    |
| 9. Brem-sur-Mer (85243)                  | 10. Bretignolles-sur-Mer (85035)    | 11. Challans (85047)                     | 12. Château-d'Olonne (85060)        |
| 13. Châteauneuf (85062)                  | 14. Commequiers (85071)             | 15. Coëx (85070)                         | 16. Curzon (85077)                  |
| 17. Falleron (85086)                     | 18. Froidfond (85095)               | 19. Givrand (85100)                      | 20. Grand'Landes (85102)            |
| 21. Grosbreuil (85103)                   | 22. Jard-sur-Mer (85114)            | 23. L'Aiguillon-sur-Vie (85002)          | 24. L'Épine (85083)                 |
| 25. L'Île-d'Olonne (85112)               | 26. L'Île-d'Yeu (85113)             | 27. La Barre-de-Monts (85012)            | 28. La Boissière-des-Landes (85026) |
| 29. La Chaize-Giraud (85045)             | 30. La Chapelle-Achard (85052)      | 31. La Chapelle-Hermier (85054)          | 32. La Chapelle-Palluau (85055)     |
| 33. La Faute-sur-Mer (85307)             | 34. La Garnache (85096)             | 35. La Guérinière (85106)                | 36. La Jonchère (85116)             |
| 37. La Mothe-Achard (85152)              | 38. La Tranche-sur-Mer (85294)      | 39. Landeronde (85118)                   | 40. Landevieille (85120)            |
| 41. Le Bernard (85022)                   | 42. Le Champ-Saint-Père (85050)     | 43. Le Fenouiller (85088)                | 44. Le Girouard (85099)             |
| 45. Le Givre (85101)                     | 46. Le Perrier (85172)              | 47. Les Sables-d'Olonne (85194)          | 48. Longeville-sur-Mer (85127)      |
| 49. Maché (85130)                        | 50. Martinet (85138)                | 51. Moutiers-les-Mauxfaits (85156)       | 52. Nieul-le-Dolent (85161)         |
| 53. Noirmoutier-en-l'Île (85163)         | 54. Notre-Dame-de-Monts (85164)     | 55. Notre-Dame-de-Riez (85189)           | 56. Olonne-sur-Mer (85166)          |
| 57. Palluau (85169)                      | 58. Poiroux (85179)                 | 59. Saint-Avaugourd-des-Landes (85200)   | 60. Saint-Benoist-sur-Mer (85201)   |
| 61. Saint-Christophe-du-Ligneron (85204) | 62. Saint-Cyr-en-Talmondais (85206) | 63. Saint-Georges-de-Pointindoux (85218) | 64. Saint-Gervais (85221)           |
| 65. Saint-Gilles-Croix-de-Vie (85222)    | 66. Saint-Hilaire-de-Riez (85226)   | 67. Saint-Hilaire-la-Forêt (85231)       | 68. Saint-Jean-de-Monts (85234)     |
| 69. Saint-Julien-des-Landes (85236)      | 70. Saint-Maixent-sur-Vie (85239)   | 71. Saint-Mathurin (85250)               | 72. Saint-Paul-Mont-Penit (85260)   |
| 73. Saint-Révérend (85268)               | 74. Saint-Urbain (85273)            | 75. Saint-Vincent-sur-Graon (85277)      | 76. Saint-Vincent-sur-Jard (85278)  |
| 77. Saint-Étienne-du-Bois (85210)        | 78. Sainte-Flaive-des-Loups (85211) | 79. Sainte-Foy (85214)                   | 80. Sallertaine (85280)             |
| 81. Soullans (85284)                     | 82. Talmont-Saint-Hilaire (85288)   | 83. Vairé (85298)                        |                                     |